# Tschischewo
Tschischewo (russisch Чижево, historisch Чижово Tschischowo) ist ein Dorf in der ländlichen Siedlung Babino im Rajon Duchowschtschina, in der Oblast Smolensk, Russland. Es ist bekannt als der Geburtsort des Fürsten Grigori Alexandrowitsch Potjomkin.
Im Jahr 2007 hatte es 7 Einwohner.
Das Dorf liegt im nördlichen Teil der Region, 15 Kilometer südwestlich von Duchowschtschina, an der Autobahn Duchowschtschina–Demidow. 2,5 Kilometer östlich des Dorfes befindet sich der Bahnhof Tschischowo an der Eisenbahnlinie Smolensk–Osjorny.

## Geschichte
Die Geschichte des Dorfes ist eng mit der Adelsfamilie Potjomkin verbunden. Ihr Stammvater Semjon, getauft Iwan, wird in der Liste der Smolensker Garnison erwähnt, die 1654 vor Alexei I. kapitulierte. Er und seine Söhne traten in den Dienst des russischen Staates und wurden in das Regiment des Smolensker Adels aufgenommen. Der Enkel des Familiengründers Alexander Michailowitsch erbte 3000 Dessjatinen Land, darunter auch Tschischowo. Er baute ein Herrenhaus und einen Park, und 1703 wurde die hölzerne Kirche der Heiligen Jungfrau Maria errichtet.
Alexander Wassiljewitsch hatte sechs Kinder: fünf Töchter und einen Sohn, Grigori Alexandrowitsch Potjomkin (1739–1791). Nach dem Tod von Alexander Wassiljewitsch zog seine Witwe nach Moskau, und ihre Tochter Maria Alexandrowna, die Wassili Andrejewitsch Engelhardt heiratete, blieb für das Gut verantwortlich. In den späten 1770er Jahren wurde ihr Sohn Wassili Wassiljewitsch Engelhardt – somit ein Neffe von G. A. Potjomkin – Eigentümer des Gutes. Im Jahr 1780 besuchte Kaiserin Katharina II. Tschischowo (als Familiensitz ihres Liebhabers G. A. Potjomkin). Einige Forscher glauben, dass Duchowschtschina seinen Stadtstatus und sein Wappen von Katharina II. als Geschenk an Potjomkin erhalten hat. (Kasplja, das zuvor eine Kreisstadt war, befand sich in einer viel günstigeren Lage für die Entwicklung.)
Im Jahr 1791 wurde im Dorf eine neue steinerne Kirche der Fürbitte gebaut. Wassili Wassiljewitsch setzte sich aktiv für die Verbesserung des Anwesens ein. 1828 starb er und wurde in der Kirche in der Gruft beigesetzt. (Das Grab wurde 1943 geplündert.) Nach seinem Tod ging das Dorf in den Besitz von Alexandra Wassiljewna Branicka, geborene Engelhardt, über – der Schwester des ehemaligen Besitzers und Lieblingsnichte von G. A. Potjemkin, die alle Bauern unter der Bedingung freiließ, dass sie jährlich 500 Rubel für den Unterhalt der Kirche spendeten. Der ehemalige Gutsverwalter Iwan Andrejewitsch Glinka (Onkel des berühmten Komponisten Michail Iwanowitsch Glinka) erhielt ebenfalls einen Teil des Erbes.
Nach Potjomkins Tod errichtete die neue Herrin im Dorf ein quadratisches Gebäude mit einem Flachrelief von Potjomkin und Szenen aus seinen Feldzügen – eine Art Denkmal für den Liebhaber von Katharina II. Das Haus wurde 1868 abgerissen und das Sockelrelief ging verloren. 1851 ließ der Besitzer des Nachbardorfes E. O. Krischtafowitsch den Mauerring der Kirche abbauen. In den 1870er Jahren wurde auch das Herrenhaus abgerissen. Der Smolensker Historiker I. I. Orlowski schrieb 1907, dass er an der Stelle des Gutshauses „nur Unkraut und wilde Rosen“ gesehen habe. Inzwischen sind nur noch die Ruinen der Kirche und kleine Reste des Parks erhalten geblieben. Es gibt Spuren von Seen.

## Ökonomie
Anfang der 1990er Jahre gab es in dem Dorf eine Kolchose „Tschischowo“.